# Državni zbor Islandije
Državni zbor (islandsko Alþingi, staroskandinavsko Alþing, angleško Althing) je narodni parlament Islandije. Ustanovljen je bil leta 930 v Þingvellirju, okrog 45 kilometrov oddaljenemu kraju od današnje prestolnice Reykjavík. Thingvellir je znan po tektonski prelomnici, ki ločuje Severnoameriško in Evrazijsko ploščo. Tudi po združitvi Islandije z Norveško je do leta 1799 zasedal v tem kraju, zatem je bil za nekaj desetletij ukinjen, znova pa je zaživel leta 1844 v Reykjavíku.

## Pomen in nastanek
Althing je bil med 10. in 13. stoletjem narodno zborovanje, kjer so se enkrat letno zbrali prebivalci celotne Islandije. Služil je kot politično zborovanje in kot glavni družabni dogodek leta in je razpršenemu prebivalstvu omogočal  ohranjanje, obnavljanje starih in vzpostavljanje novih družbenih vezi, za izmenjavo novic in novosti in je predstavljal vezivno tkivo takratne islandske družbe. Do začetka 11. stoletja se je letno odvijal v desetem tednu poletja, kasneje so za otvoritveni dan določili četrtek v 11. tednu poletja (18–24 junij). 
Takratni parlament je zaobjemal dve veji oblasti - sodno in zakonodajno. Obe sta se vršili enkrat letno na Althingu. Izvršne veje oblasti do leta 1262, ko je Islandija prešla pod Norveško vladavino, niso prakticirali.

### Do leta 965
Zakonodajna veja oblasti je bila v rokah t. i. "pravnega sveta" (lögrétta). Sestavljalo ga je 39 lokalnih poglavarjev (goðar), 8 dodatnih poglavarjev, in en lögsögumaður. Dobesedni prevod njegovega imena je "mož, ki govori zakon", oziroma "zakonogovorec". Na vsakem zborovanju je moral javno recitirati vse postopke skupščine hkrati z eno tretjino zakonov. Njegova avtoriteta je bila najvišja in na vsaka tri leta je bil izvoljen iz strani pravnega sveta.
Pravni svet je o vsem odločal z glasovanjem. Njihova funkcija je bila pregled obstoječih zakonov in vpeljava novih. Do leta 965 je imel pravni svet tudi sodno funkcijo in je služil kot razsodnik v legalnih sporih na Althingu. Obstajal ni noben zakon, ki bi določal, da se morajo vsi primeri razreševati z njihovo pomočjo - do tega je prišlo le, ko sprti strani pred tem nista uspeli doseči poravnave. Veliko pogosteje so se spori razreševali na lokalni ravni s pomočjo lokalnih poglavarjev ali drugih posrednikov in so na Althing prispeli le v primeru velikega nesoglasja. Vkolikor je razsodba na lokalni ravni veljala za pravnomočno, če sta se z njo strinjali obe sprti strani, pa je bila odločitev pravnega sveta je dokončna in se nanjo ni bilo moč pritožiti. Pravni svet je prav tako imel pravico dovoliti izjeme v obstoječih zakonih, če je razsodil, da je to v nekem primeru pravično. 
V večini primerov je bila dosojena kazen finančna kompenzacija, ali primer manjšega ali polnega izganstva. V primeru manjšega izgnanstva je bil kaznenjec iz družbe izgnan za tri leta, v primeru polnega pa je šlo za doživljenjsko izgnanstvo, ki je preostanku družbe prepovedovalo stik z njim in je vsakemu svobodnemu posamezniku dovoljevalo njegov umor brez legalnih posledic. Same usmrtitve ali zaporne kazni niso prakticirali.

### Po 965
Okoli leta 965 so bila na Althingu ustanovljena štiri okrožja (fjórðungar), ki so Islandijo razdelila na severno, južno, vzhodno in zahodno četrtino. Vzpostavljena so bila štiri okrožna sodišča, ki so se razvila iz predhodnih Pomladnih - lokalnih zborovanj, ki so se odvijala vsako leto v mesecu maju na trinajstih lokacijah širom Islandije. Pomladna zborovanja so bila dogodek na lokalni ravni in so s pomočjo lokalnih poglavarjev prav tako služila kot mesto za poravnavo dolgov, manjše razsodbe in podobno. Primeri, o katerih ni bilo mogoče razsoditi na Pomladnih zborovanjih so bili namenjeni na Althing. 
Po letu 965 so bila v štirih okrožjih vzpostavljena sodišča iz 36 mož, 9 za vsako okrožje. Teh 9 mož je na Althingu razsojalo v primerih iz njihovega okrožja. Da je sodba veljala za pravnomočno, so morali odločitve sprejemati soglasno. Okoli leta 1005 je bilo ustanovljeno peto sodišče, ki je delovalo kot neke vrste vrhovno sodišče. Ponovno je bilo sestavljeno iz 48 mož, ki so jih določili lokalni poglavarji in je odločalo o primerih, ki jih štiri okrožna sodišča niso uspela razrešiti. Vsaka izmed sprtih strani je imela pravico zavrniti sodelovanje šestih mož in preostalih 36 je odločalo z večino. Če je bil rezultat izenačen, so razsodbo dosegli z žrebom.

### Konec neodvisnosti
Ko je leta 1262 Islandija padla pod vladavino norveškega kralja, se je funkcija parlamenta spremenila. Lokalni poglavarji so izgubili svojo funkcijo, izvršna oblast pa je padla v roke kralja in njegovih uradnikov. 36 članov Lögrétte je zakonodajno oblast delilo s krono. Pred sprejemom zakonov je bila potrebna kraljeva odobritev, prav tako pa je kralj potreboval njihov pristanek za uvedbo lastnih. Vlogo lögsögumaðurja sta zdaj delila dva administratorja.